# Místní národní výbor

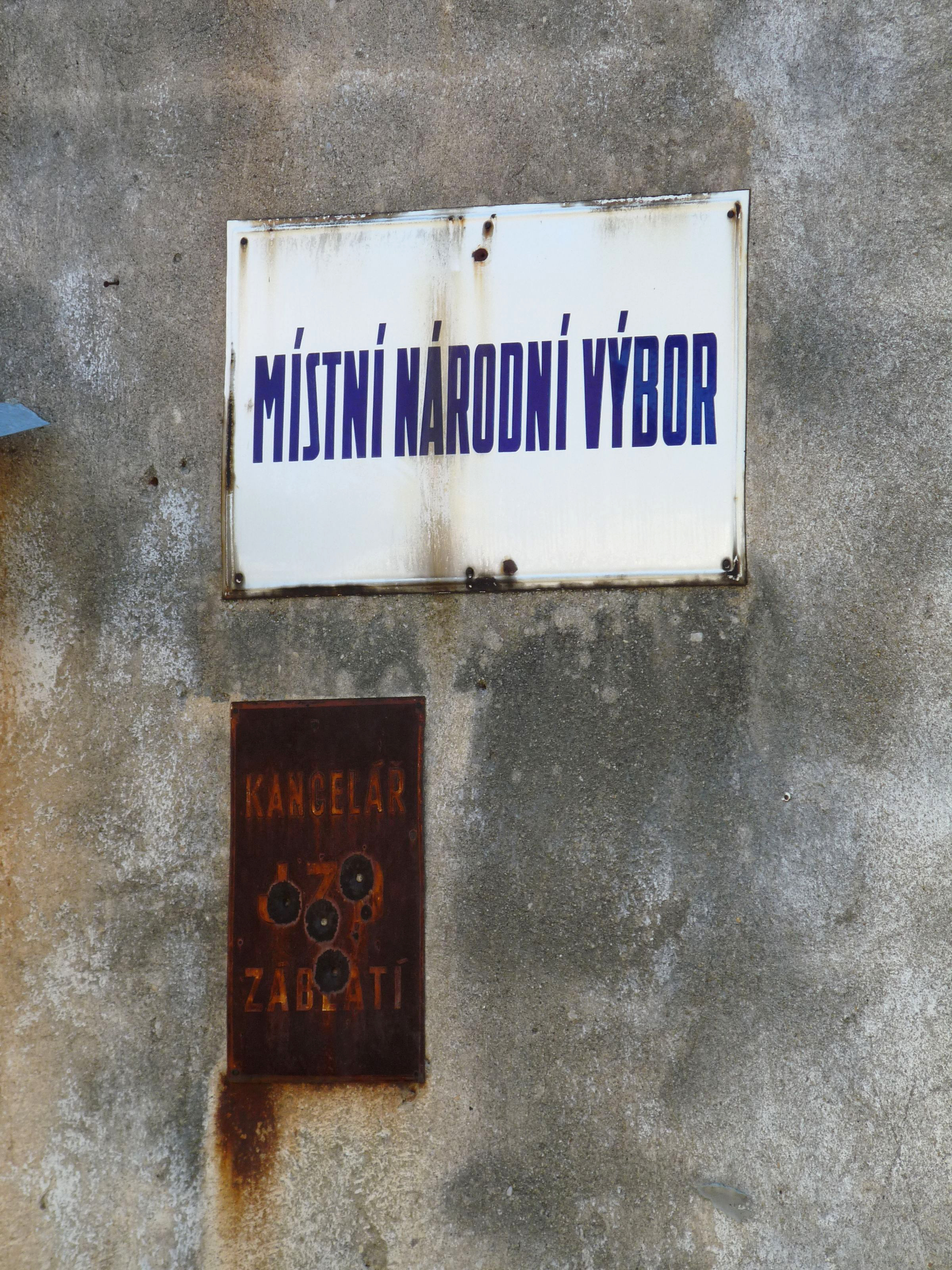
Cedule označující Místní národní výbor v Záblatí v roce 2013

Místní národní výbor (MNV) je označení národních výborů, které vykonávaly v Československu v letech 1945–1990 správu obcí.

## Vznik
V roce 1945 převzaly pravomoce předchozích obecních, resp. městských zastupitelstev. Dnem ustavení zaniklo obecní zastupitelstvo a obecní úřad byl nahrazen úřadem místního národního výboru. Mimo agendy předchozích úřadů řešily poválečné úkony, jako byly např.
- konfiskace majetku Němců a kolaborantů podle dekretů prezidenta republiky č.12/1945 Sb. a č.108/1945 Sb.
- konfiskace zemědělského majetku podle dekretu č.12/1945 Sb.
- trestní provinění proti národní cti, dekret 138/1945 Sb.
- řešení válečných škod
- odsun německého obyvatelstva
- ustanovování národních správ
- evidence a náhrada válečných škod

Prováděcí (prozatímní) pokyny pro výkon státní správy byly vydány až 10. září 1947.

## Pod KSČ
Po únoru 1948 byl státní aparát postupně podřízen KSČ. Takto byla upravena i Ústava ČSR přijatá 9. května 1948. Státní správa na všech úrovních zasahovala i do ekonomiky a společenského života. Dne 21. prosince 1948 byl přijat zákon o krajském zřízení (č. 280/1948 Sb.), který znamenal kompletní reorganizaci státní správy (rušení zemí, ustavení nových krajů atd). Vládní nařízení č.14/1950 z 28. února 1950 pak určilo nové organizační zásady pro místní národní výbory.
Byly podřízené okresním národním výborům (ONV), tehdejší právní řád nerozlišoval samostatnou a přenesenou působnost obcí, takže šlo fakticky o nejnižší stupeň státní správy. MNV zahrnoval jak samosprávný sbor, který se nazýval plénum MNV, tak i vlastní úřad.

## Specifická situace v Praze
V částech Prahy připojených v letech 1968 a 1974 zůstaly po připojení v činnosti místní národní výbory, ale byly podřízeny pražským obvodním národním výborům. Původní části obvodů spravovaly obvodní národní výbory přímo.

## Transformace po roce 1989
V roce 1990 se místní národní výbory transformovaly na obecní úřady a zastupitelstva obce, v Praze na místní úřady a místní zastupitelstva. Místní úřady se po reformě veřejné správy přejmenovaly na úřady městských částí, zastupitelstva na zastupitelstva městských částí.